# Greatest Hits (Fabio Rovazzi)
Greatest Hits è una raccolta del cantante italiano Fabio Rovazzi, pubblicata il 13 dicembre 2024 dall'etichetta Universal Music Group.
La raccolta è disponibile, sempre sui digital store, anche con il titolo di Fabio Rovazzi EP.

## Descrizione
Il progetto raccoglie tutti i brani pubblicati dal cantante tra il 2016 e il 2023, eccezione fatta per i singoli Andiamo a comandare, Se stai zitto fai un figurone, Liberi e Maranza.

## Tracce
1. Tutto molto interessante – 2:55 (testo: Fabio Rovazzi, Daniele Lazzarin, Riccardo Garifo, Federico Mercuri, Giordano Cremona, Emanuele Longo, Alessandro Martello – musica: Merk & Kremont, Marnik)
2. Volare (con Gianni Morandi) – 3:47 (testo: Fabio Rovazzi, Alessandro Miselli, Daniele Lazzarin, Riccardo Garifo, Simone Privitera – musica: Fabio Rovazzi, Lush & Simon)
3. Faccio quello che voglio – 3:20 (testo: Fabio Rovazzi, Daniele Lazzarin, Marco Sissa, Simone Privitera – musica: Fabio Rovazzi, Simon Says)
4. Senza pensieri (con Loredana Bertè e J-Ax) – 3:05 (testo: Fabio Rovazzi, Federica Abbate, Daniele Lazzarin, Federico Mercuri, Giordano Cremona, Jack McManus, Liam O' Donnel – musica: Merk & Kremont)
5. La mia felicità (con Eros Ramazzotti) – 2:50 (testo: Fabio Rovazzi, Lorenzo Urciullo, Antonio Di Martino, Simone Privitera – musica: Simon Says)
6. Niente è per sempre – 3:03 (testo: Fabio Rovazzi, Paolo Antonacci – musica: d.whale)
7. La discoteca italiana (con Orietta Berti) – 3:10 (testo: Jacopo Ettorre, Gabriele Ponte – musica: Gabry Ponte, ITACA)